# 金原彩姫
金原 彩姫（かねはら さき、1992年3月1日 - ）は、福岡県出身の元バスケットボール選手である。ポジションはポイントガード。

## 人物
精華女子高校では2年次にインターハイ出場。3年次に主将を務め、2年連続インターハイ出場とともにウィンターカップ初出場を果たす。
卒業後の2010年、トヨタ自動車に入社。
同年、U-18日本代表候補に選出される。
2015年引退。
山梨クィーンビーズに所属していた金原沙織は姉。

## 経歴
- 下山門小 - 下山門中 - 精華女子高校 - トヨタ自動車（2010年〜2015年）